# Combinación cónica
Dado un número finito de vectores {\displaystyle x_{1},x_{2},\dots ,x_{n}} en un espacio vectorial real, una combinación cónica, suma cónica, o suma con pesos de estos vectores es un vector de la forma
{\displaystyle \alpha _{1}x_{1}+\alpha _{2}x_{2}+\cdots +\alpha _{n}x_{n}}
donde los números {\displaystyle \alpha _{i}} son números reales no-negativos.
El nombre deriva del hecho que una suma cónica de vectores define un cono (posiblemente en un subespacio vectorial de menor dimensión).

## Envolvente Cónica
El conjunto de todas las combinaciones cónicas para un conjunto S dado se denota como la envolvente cónica de cone(S) o coni(S). Esto es,
{\displaystyle \operatorname {coni} (S)=\left\{\sum _{i=1}^{k}\alpha _{i}x_{i}:x_{i}\in S,\,\alpha _{i}\in \mathbb {R} _{\geq 0},\,k\in \mathbb {N} \right\}.}
Dejando k = 0,  sigue que el vector cero (origen) pertenece a toda envolvente cónica (ya que la suma se convierte en una suma vacía).
La envolvente cónica de un conjunto S es un conjunto convexo. De hecho,  es la intersección de todos los conos convexos que contienen a S y al origen. Convex Analysis and Minimization Algorithms by Jean-Baptiste Hiriart-Urruty, Claude Lemaréchal, 1993, ISBN 3-540-56850-6, pp. 101, 102</ref> Si S es un conjunto compacto (en particular, cuando es un conjunto no vacío y finito de puntos), entonces la condición "y el origen" es innecesaria.
Si descartamos al origen,  podemos dividir todos los  coeficientes por su suma para notar que una combinación cónica es una combinación convexa escalada por un factor positivo.

En el plano, la envolvente cónica de un círculo que pasa a través del origen es el semiplano superior abierto definido por la línea tangente al círculo en el origen, más el origen.

Por tanto, "combinaciones cónicas" y "envolventes cónicas" son de hecho "combinaciones cónicas convexas" y "envolventes cónicas convexas", respectivamente. Además, la nota arriba acerca de dividir los coeficientes y descartando el origen implica que las combinaciones y envolventes cónicas pueden ser consideradas como combinaciones convexas y envolventes convexas en el espacio proyectivo.
Mientras que la envolvente convexa de un conjunto compacto es también un conjunto compacto, lo mismo no cumple para la envolvente cónica; ante todo, la envolvente no está acotada. No es ni siquiera necesariamente un conjunto cerrado: un contraejemplo es una esfera que pasa a través del origen, cuya envolvente cónica es un semiespacio más el origen. Aun así, si S es un conjunto no-vacío, convexo, compacto, y no contiene al origen, entonces la envolvente cónica de S es un conjunto cerrado.

### Combinaciones relacionadas
- Combinación afín
- Combinación convexa
- Combinación lineal